# Lijst van personen overleden in augustus 2019
Dit is een lijst van bekende personen die zijn overleden in augustus 2019.

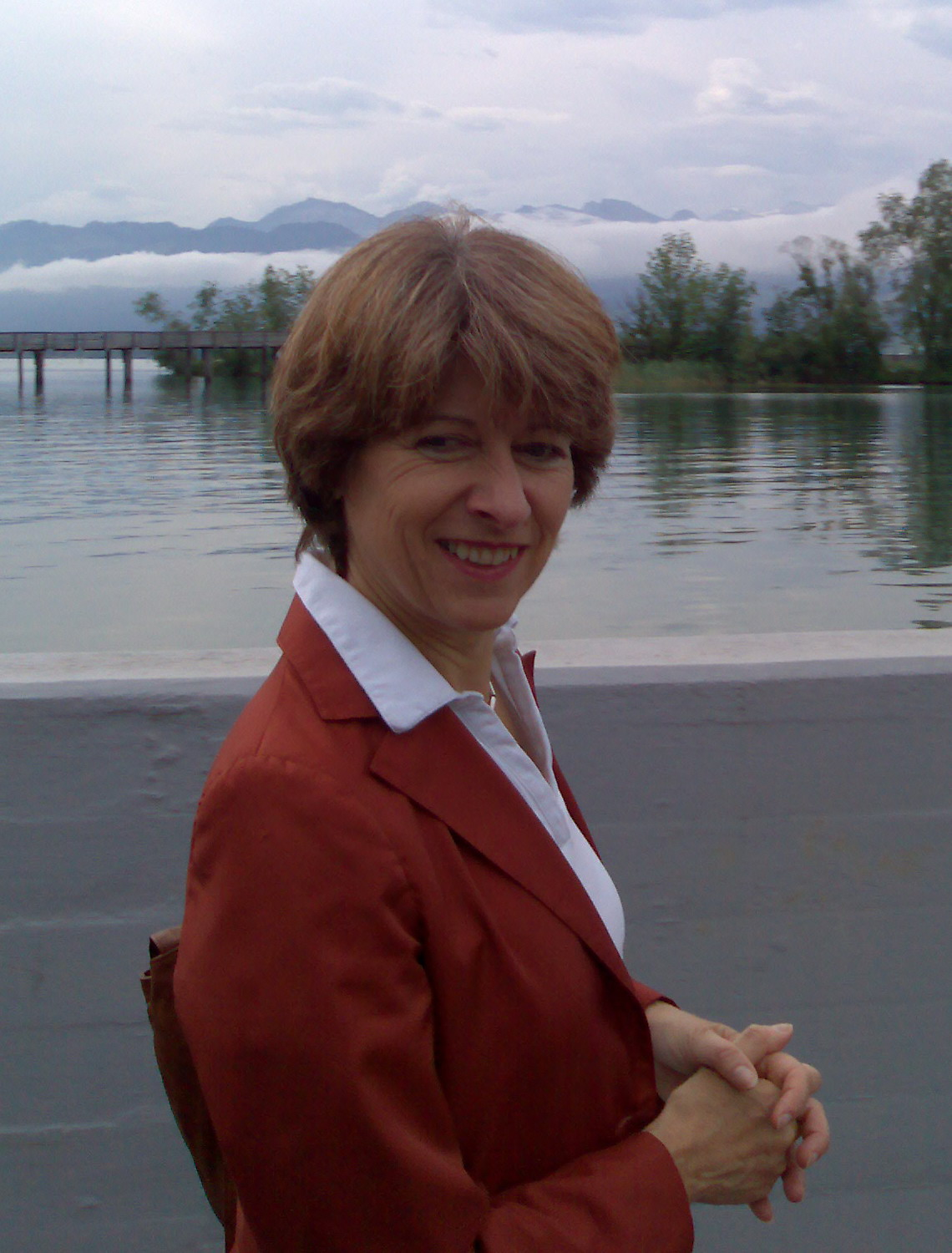
Annemarie Huber-Hotz
1 augustus

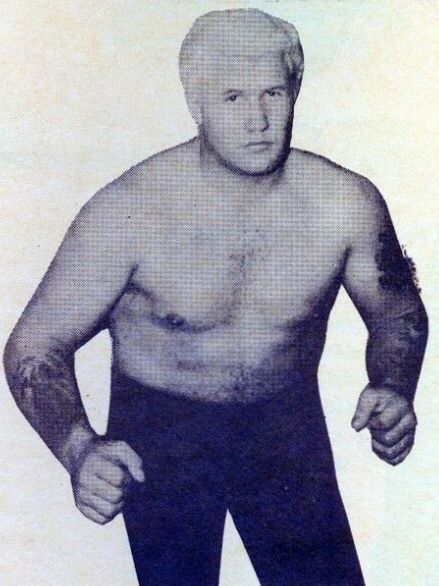
Harley Race
1 augustus

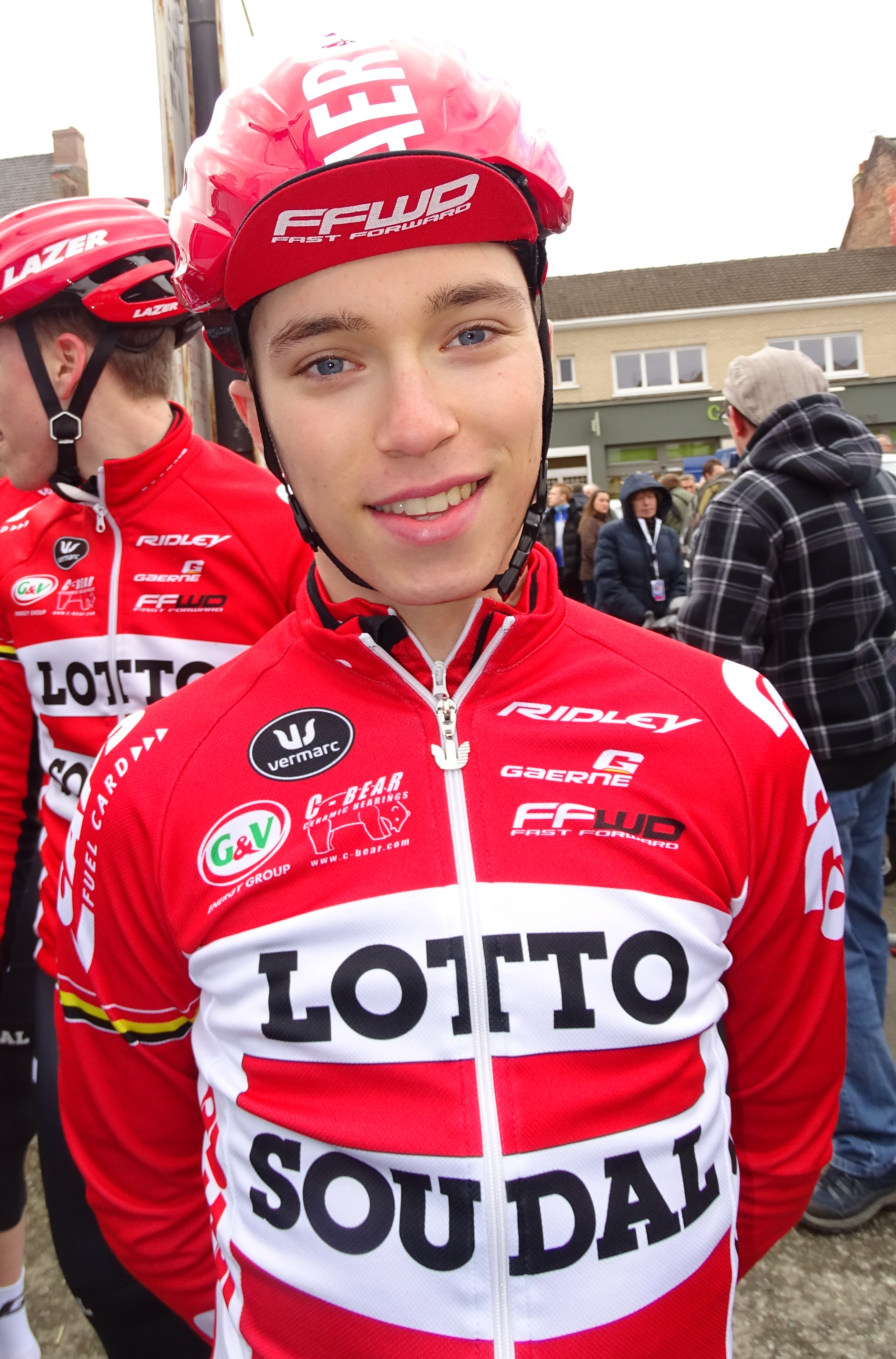
Bjorg Lambrecht
5 augustus

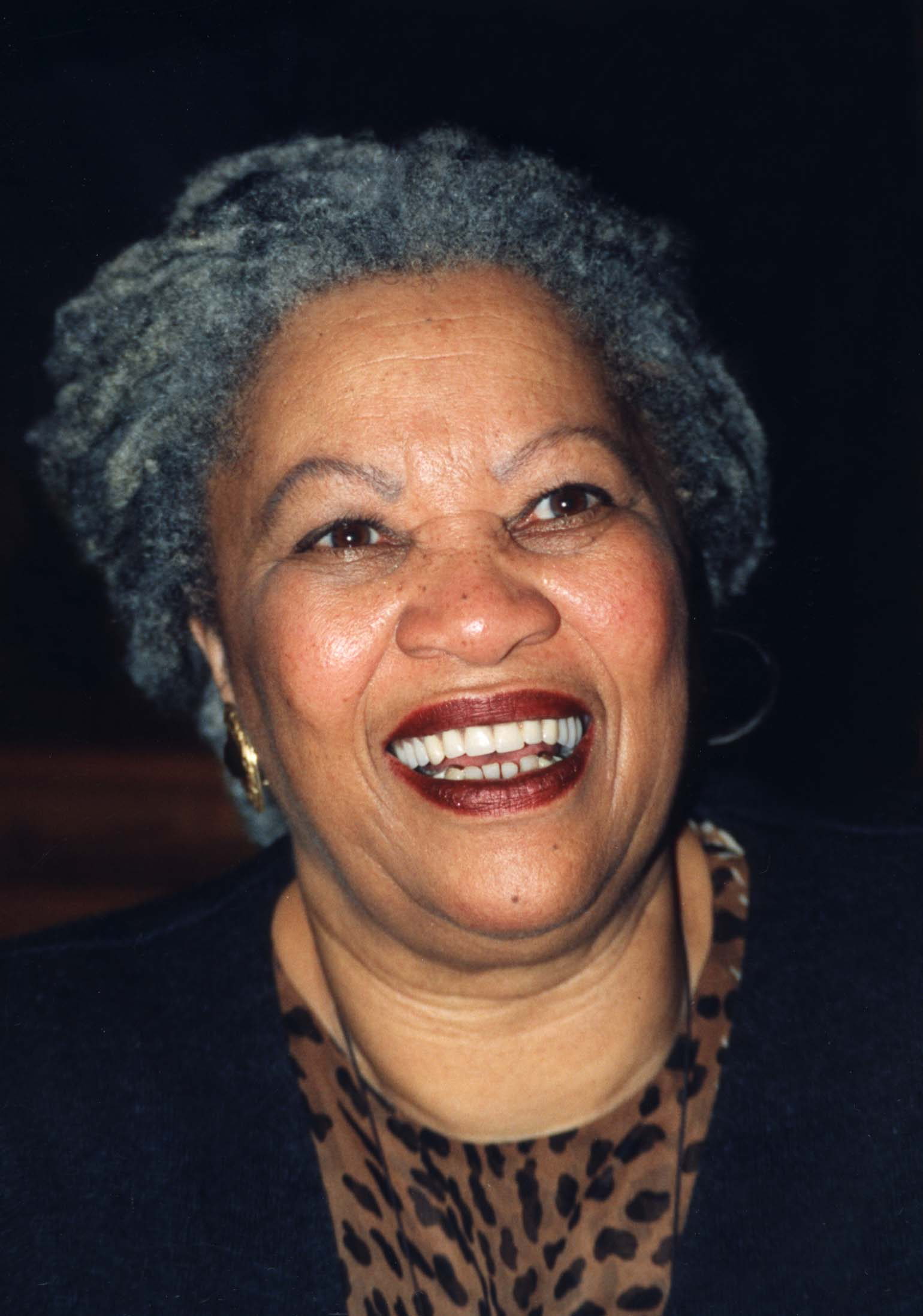
Toni Morrison
5 augustus

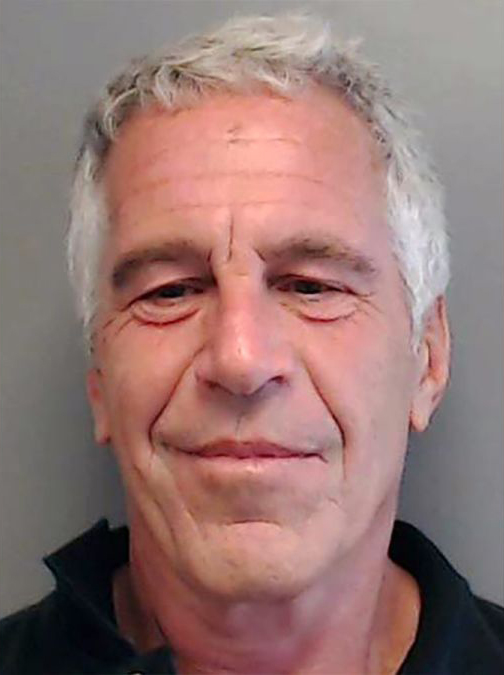
Jeffrey Epstein
10 augustus

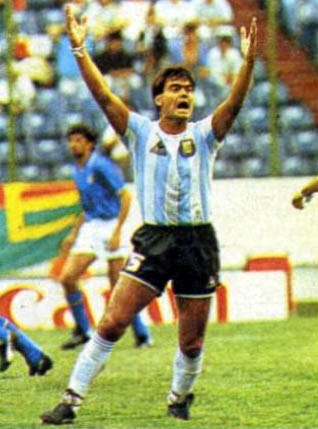
José Luis Brown
12 augustus

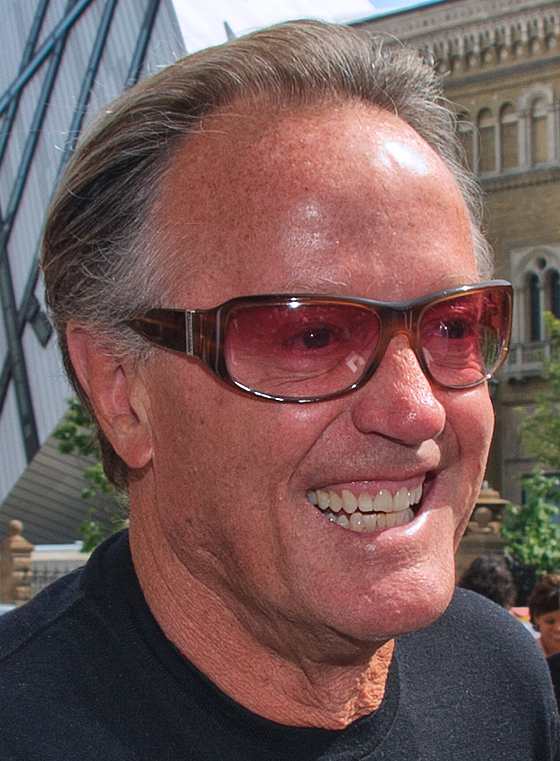
Peter Fonda
16 augustus

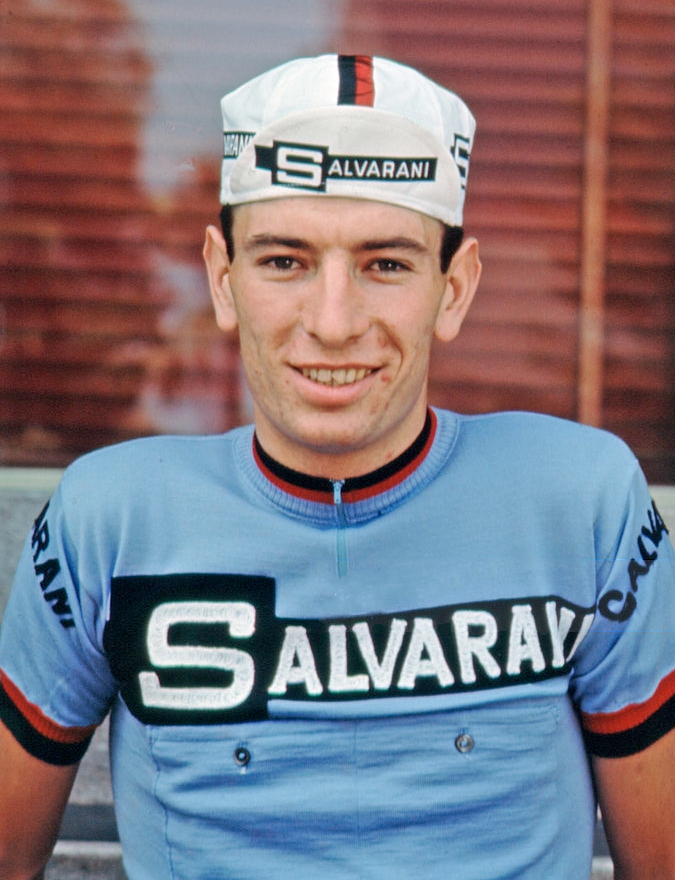
Felice Gimondi
16 augustus

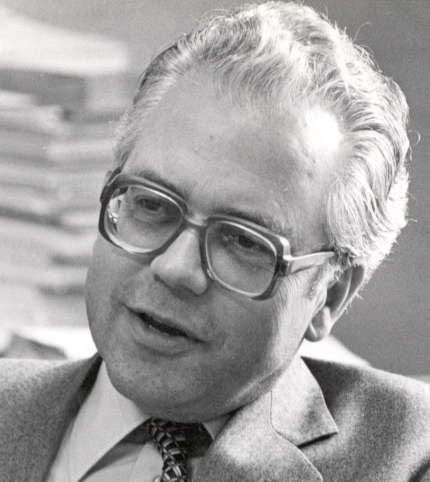
Walter Buser
17 augustus

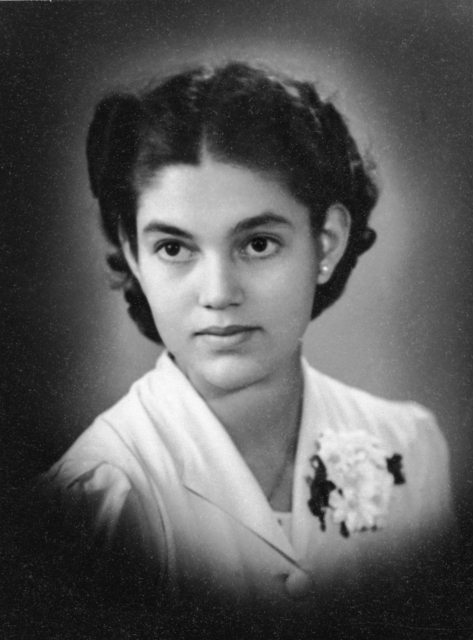
Jan Ruff O'Herne
19 augustus

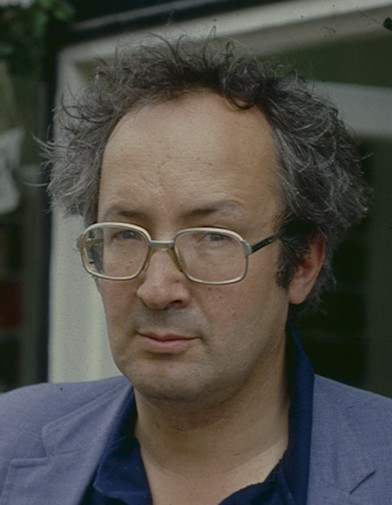
Richard Booth
20 augustus

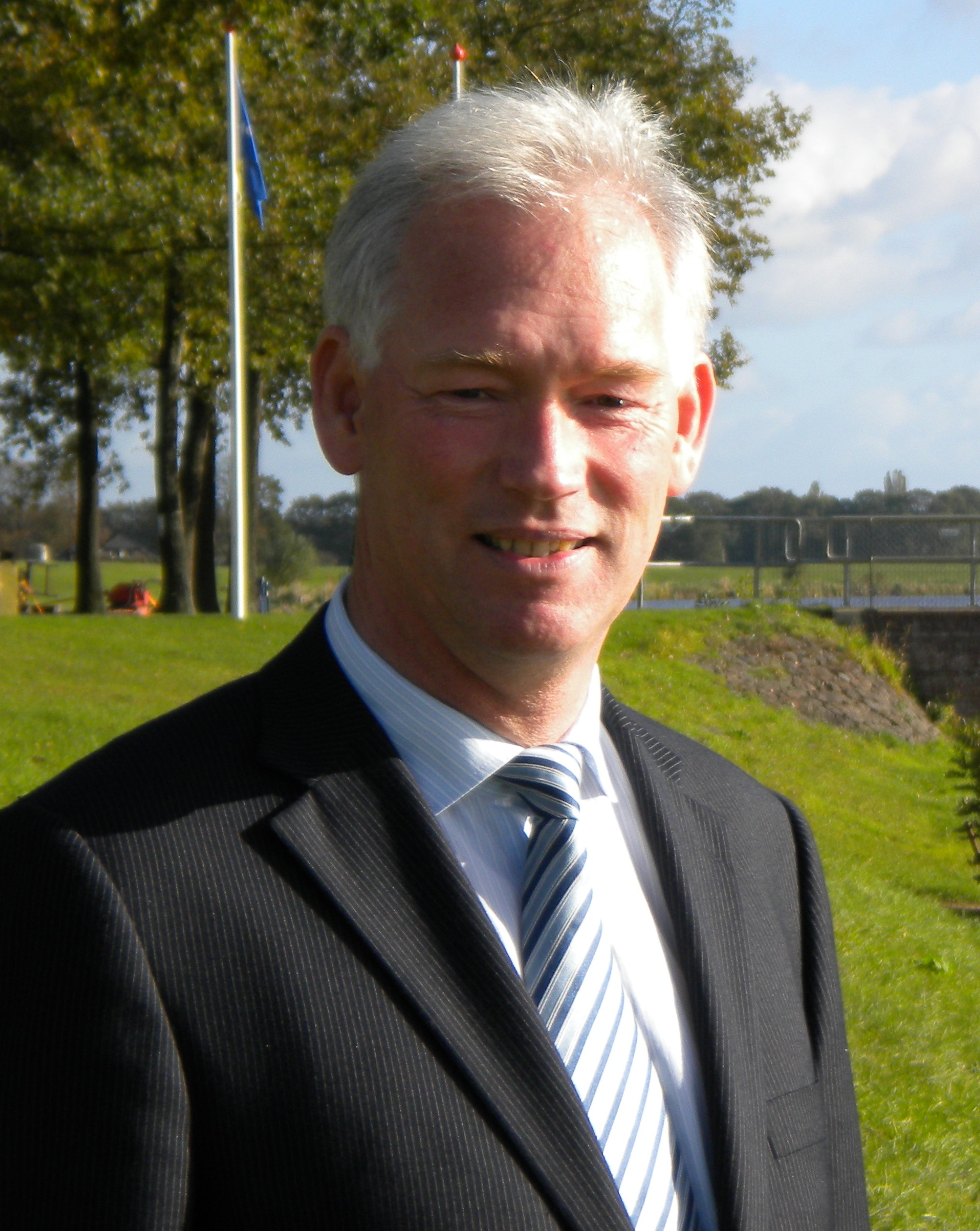
Herman Dijk
20 augustus

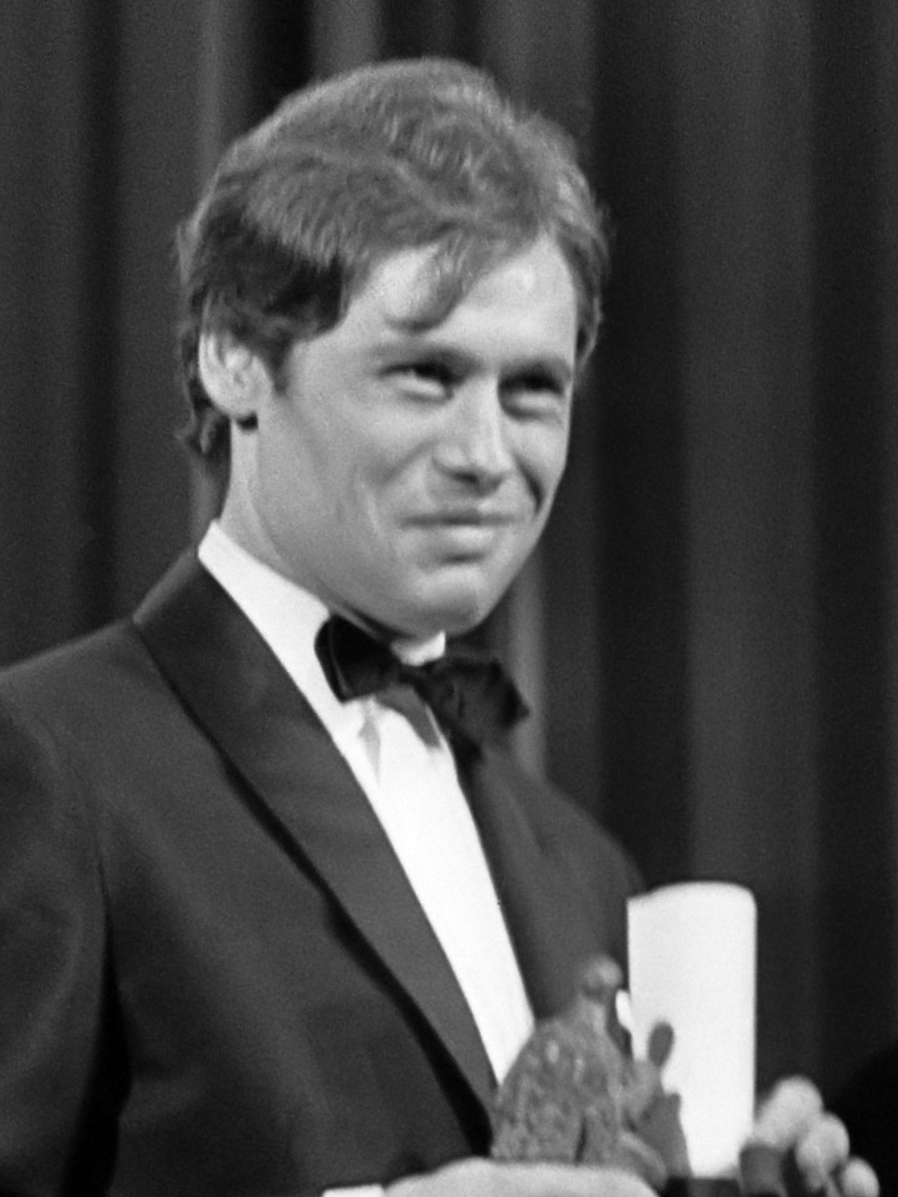
Bob Bouber
25 augustus

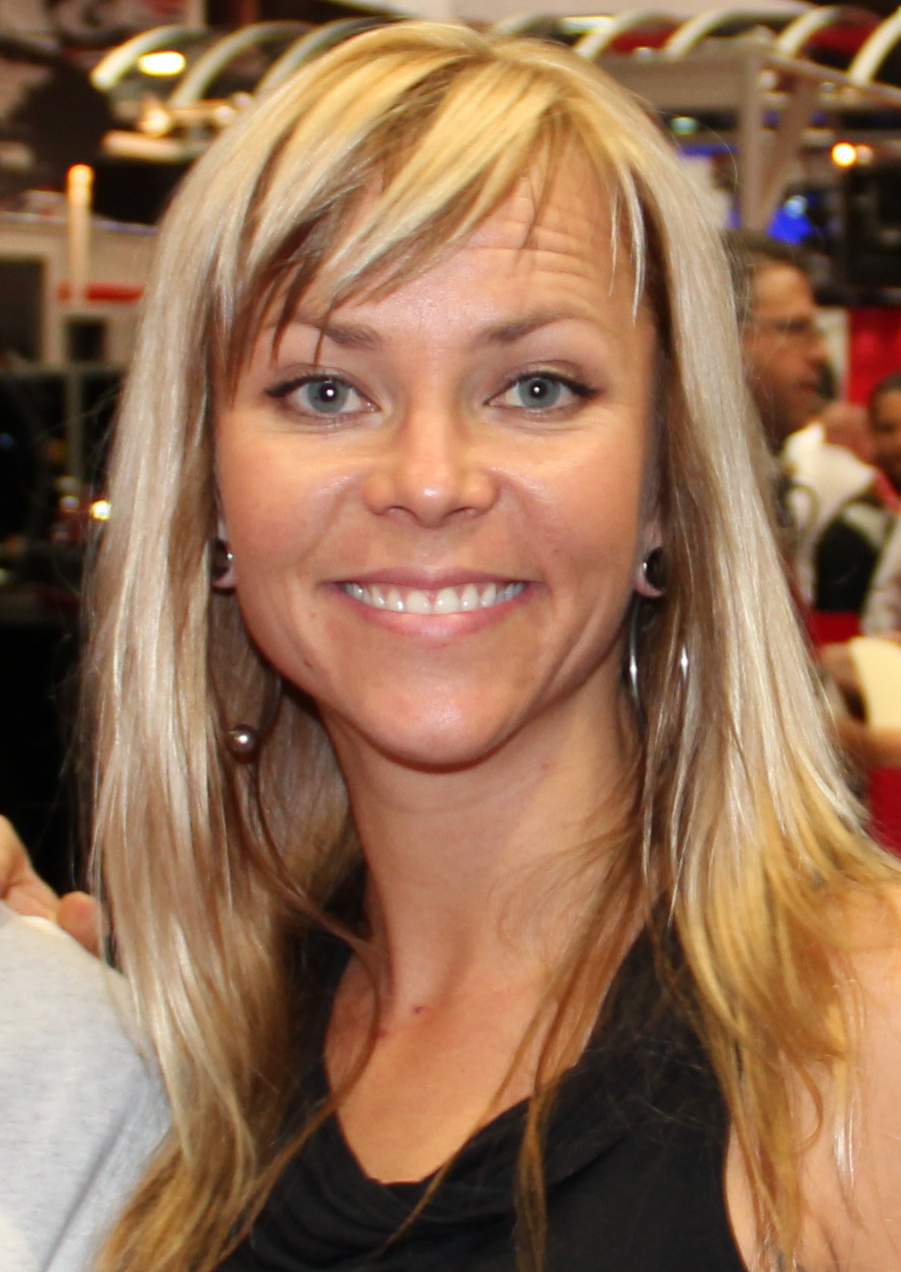
Jessi Combs
27 augustus

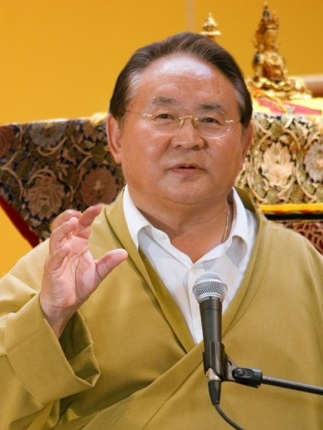
Sogyal Rinpoche
28 augustus

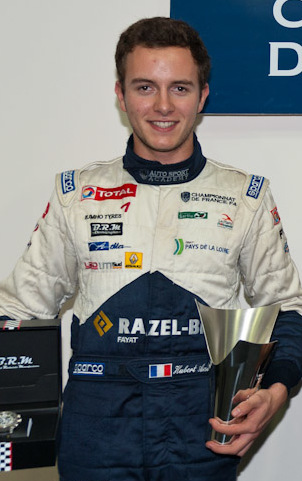
Anthoine Hubert
31 augustus

| 1 | 2 | 3 | 4 | 5 | 6 | 7 | 8 | 9 | 10 | 11 | 12 | 13 | 14 | 15 | 16 | 17 | 18 | 19 | 20 | 21 | 22 | 23 | 24 | 25 | 26 | 27 | 28 | 29 | 30 | 31 |
| - | - | - | - | - | - | - | - | - | -- | -- | -- | -- | -- | -- | -- | -- | -- | -- | -- | -- | -- | -- | -- | -- | -- | -- | -- | -- | -- | -- |

### 1 augustus
- Gordon Brand jr. (60), Schots golfspeler[1]
- Puși Dinulescu (76), Roemeens toneelschrijver en filmregisseur[2]
- Ian Gibbons (67), Brits toetsenist[3]
- Sadou Hayatou (77), Kameroens premier[4]
- Annemarie Huber-Hotz (70), Zwitsers politica[5]
- Martin Mayer (91), Amerikaans econoom en schrijver[6]
- D. A. Pennebaker (94), Amerikaans documentairemaker[7]
- Günter Perleberg (84), Duits kanovaarder[8]
- Harley Race (76), Amerikaans worstelaar[9]
- Jesus Tuquib (89), Filipijns bisschop[10]

### 2 augustus
- Gunder Bengtsson (73), Zweeds voetbaltrainer[11]
- Roberto Bodegas (86), Spaans filmregisseur[12]
- Henk van Santen (64), Nederlands voetballer[13]

### 3 augustus
- Henri Belolo (82), Frans musicus[14]
- Jean-Claude Bouttier (74), Frans acteur en bokser[15]
- Basil Heatley (85), Brits marathonloper[16]
- Nikolaj Kardasjov (87), Russisch astrofysicus[17]
- Joe Longthorne (64), Brits zanger[18]
- John Philip Saklil (59), Indonesisch bisschop[19]
- Mike Troy (78), Amerikaans zwemmer[20]

### 4 augustus
- Nuon Chea (93), Cambodjaans misdadiger en politicus[21]
- André Goosse (93), Belgisch taalkundige[22]
- Johannes Kuhn (95), Duits theoloog en televisiepastoor[23]
- Ivo Lill (66), Ests glaskunstenaar[24]
- Harald Nickel (66), Duits voetballer[25]
- Willi Tokarev (84), Russisch-Amerikaans singer-songwriter[26]

### 5 augustus
- Josef Kadraba (85), Tsjechoslowaaks voetballer[27]
- Bjorg Lambrecht (22), Belgisch wielrenner[28]
- Toni Morrison (88), Amerikaans schrijfster[29]

### 6 augustus
- Caecilia Andriessen (88), Nederlands pianiste, muziekpedagoog en componiste[30]
- Rod Coleman (93), Nieuw-Zeelands motorcoureur[31]
- George Simmons (94), Amerikaans wiskundige[32]

### 7 augustus
- David Berman (52), Amerikaans musicus, dichter en cartoonist[33]
- Orlando Grootfaam (44), Surinaams voetballer[34]
- Martine van Hoof (48), Belgisch zangeres[35]
- Donald Klein (90), Amerikaans psychiater[36]
- Kary Mullis (74), Amerikaans biochemicus en Nobelprijswinnaar[37]
- Lou Wills jr. (92), Amerikaans acteur, tapdanser, acrobaat, filmproducer[38]

### 8 augustus
- Cosmas Batubara (80), Indonesisch politicus[39]
- Ernie Colón (88), Amerikaans striptekenaar[40]
- José Desmarets (93), Belgisch politicus[41]
- Manfred Max-Neef (86), Chileens econoom[42]
- Jean-Pierre Mocky (90), Frans filmregisseur en acteur[43]
- Loek Caspers (95), Nederlands verzetsstrijdster[44]

### 9 augustus
- Altair Gomes de Figueiredo (81), Braziliaans voetballer[45]
- Paul Findley (98), Amerikaans politicus[46]
- Oscar Malbernat (75), Argentijns voetballer en -voetbalcoach[47]
- Hendrikus Vogels (76), Australisch-Nederlands wielrenner[48]

### 10 augustus
- Eberhard von Block (96), Duits brigadegeneraal[49]
- Freda Dowie (91), Brits actrice[50]
- Jeffrey Epstein (66), Amerikaans miljardair en zedendelinquent[51]
- Grietje Pasma (67), Nederlands sportpromotor[52]
- Piero Tosi (92), Italiaans decor- en kostuumontwerper[53]

### 11 augustus
- Dejan Čurović (51), Joegoslavisch voetballer[54]
- Michael E. Krauss (84), Amerikaans taalkundige[55]
- Ningali Lawford (52), Australisch actrice[56]
- Barbara March (65), Canadees actrice[57]
- Walter Martínez (37), Hondurees voetballer[58]
- Sergio Obeso Rivera (87), Mexicaans kardinaal[59]
- Guy Paquot (78), Belgisch ondernemer[60]

### 12 augustus
- José Luis Brown (62), Argentijns voetballer en voetbaltrainer[61]
- Danny Cohen (81), Amerikaans computerwetenschapper[62]
- Tom van Deel (74), Nederlands dichter en literatuurcriticus[63]
- Luc Gustin (68), Belgisch politicus[64]
- Florin Halagian (80), Roemeens voetballer en voetbaltrainer[65]

### 13 augustus
- André Köbben (94), Nederlands cultureel antropoloog[66]
- René Taelman (74), Belgisch voetbaltrainer[67]
- Nadia Toffa (40), Italiaans journaliste en televisiepresentatrice[68]

### 14 augustus
- André Groote (74), Nederlands zanger, radiopresentator en paragnost[69]
- Mies Hagens (102), Nederlands actrice[70]
- Gjergj Xhuvani (55), Albanees filmregisseur[71]

### 15 augustus
- Qin Hanzhang (111), Chinees wetenschapper[72]
- Laura Maaskant (25), Nederlands schrijfster[73]

### 16 augustus
- Christina der Nederlanden (72), Nederlands prinses[74]
- Peter Fonda (79), Amerikaans acteur[75]
- Felice Gimondi (76), Italiaans wielrenner[76]
- Jim Hardy (96), Amerikaans Americanfootballspeler[77]
- Ingo Kantorek (44), Duits acteur[78]
- José Nápoles (79), Mexicaans bokser[79]
- Richard Williams (86), Canadees-Brits tekenaar[80]

### 17 augustus
- Kip Addotta (75), Amerikaans komiek[81]
- Walter Buser (93), Zwitsers bondskanselier[82]
- Cees Werkhoven (87), Nederlands ondernemer en sportbestuurder[83]

### 18 augustus
- Kathleen Blanco (76), Amerikaans gouverneur[84]
- Giulio Chierchini (91), Italiaans striptekenaar[85]
- René Feller (76), Nederlands voetbaltrainer[86]
- Robert Ouko (70), Keniaans atleet[87]

### 19 augustus
- Cosimo Cinieri (81), Italiaans acteur[88]
- Zakir Hussain (85), Pakistaans hockeyer[89]
- Jan Ruff O'Herne (96), Nederlands-Australisch mensenrechtenactiviste[90]
- Orlando Suero (94), Amerikaans fotograaf[91]
- Larry Taylor (77), Amerikaans basgitarist[92]

### 20 augustus
- Richard Booth (80), Welsh boekhandelaar[93]
- Herman Dijk (63), Nederlands dijkgraaf[94]
- Rudolf Hundstorfer (67), Oostenrijks politicus[95]
- Leo Koopman (84), Nederlands voetballer[96]
- Fred Rister (58), Frans muziekproducent[97]

### 21 augustus
- Dina bint Abdul-Hamid (89), Jordaans prinses[98]
- Kurt Stendal (68), Deens voetballer[99]

### 22 augustus
- Junior Agogo (40), Ghanees voetballer[100]
- Henk Bergamin (83), Nederlands politicus en sportbestuurder[101]
- Gary Ray Bowles (57), Amerikaans seriemoordenaar[102]
- Will Brüll (96), Duits beeldhouwer[103]
- Margarita Plavunova (25), Russisch atlete en model[104]

### 23 augustus
- David Koch (79), Amerikaans zakenman[105]
- Paul M. Vanhoutte (78), Belgisch fysioloog en farmacoloog[106]
- Egon Zimmermann (80), Oostenrijks alpineskiër[107]

### 24 augustus
- Sidney Rittenberg (98), Amerikaans journalist, taalkundige en buitenlandadviseur[108]
- Lo van Wachem (88), Nederlands topbestuurder[109]

### 25 augustus
- Clora Bryant (92), Amerikaans jazztrompettiste en -componiste[110]
- Jonathan Goldstein (50), Brits componist[111]
- Mona Lisa (97), Filipijns actrice[112]
- Eliseo Mattiacci (79), Italiaans beeldhouwer[113]
- Ferdinand Piëch (82), Oostenrijks industrieel en bestuursvoorzitter[114]
- Lodewijk Woltjer (89), Nederlands astronoom[115]
- Bob Bouber (83), Nederlands zanger en producer[116]

### 26 augustus
- Pál Benkő (91), Hongaars schaker[117]
- Neal Casal (50), Amerikaans rockgitarist[118]
- Helmut Krauss (78), Duits acteur, stemacteur[119]
- Isabel Toledo (59), Cubaans-Amerikaans modeontwerpster[120]

### 27 augustus
- Pedro Bell (69), Amerikaans kunstenaar[121]
- Colin Clark (35), Amerikaans voetballer[122]
- Jessi Combs (39), Amerikaans autocoureur en tv-presentatrice[123]
- Donnie Fritts (76), Amerikaans toetsenist, songwriter, acteur en sessiemuzikant[124]
- Dawda Kairaba Jawara (95), president van Gambia[125]
- Jules Lagadeau (80), Surinaams-Nederlands voetballer en voetbaltrainer[126]

### 28 augustus
- Michel Aumont (82), Frans acteur[127]
- Pascal Gnazzo (98), Frans wielrenner[128]
- Nancy Holloway (86), Amerikaans zangeres[129]
- Sogyal Rinpoche (72), Tibetaans geestelijke[130]
- Bert Verhoye (74), Belgisch journalist, columnist en theatermaker[131]

### 29 augustus
- Terrance Dicks (84), Brits auteur, televisieschermenschrijver, scriptredacteur en producent[132]
- Jim Leavelle (99), Amerikaans rechercheur[133]
- Achille Silvestrini (95), Italiaans kardinaal[134]

### 30 augustus
- Harry Cohen (99), Nederlands verzetsman[135]
- Franco Columbu (78), Italiaans-Amerikaans chiropractor, acteur en bodybuilder[136]
- Valerie Harper (80), Amerikaans actrice[137]
- Rudolf Johan Lunbeck (98), Nederlands wiskundige[138]
- Hans Rausing (93), Zweeds zakenman[139]
- Wim Vroom (89), Nederlands museumdirecteur[140]

### 31 augustus
- Anthoine Hubert (22), Frans autocoureur[141]
- Wim Statius Muller (89), Curaçaos componist[142]
- Immanuel Wallerstein (88), Amerikaans socioloog en andersglobalist[143]

### Datum onbekend
- Blanca Fernández Ochoa (56), Spaans skiester[144]

januari ·
februari ·
maart ·
april ·
mei ·
juni ·
juli ·
augustus ·
september ·
oktober ·
november ·
december
1900 ·
1901 ·
1902 ·
1903 ·
1904 ·
1905 ·
1906 ·
1907 ·
1908 ·
1909 ·
1910 ·
1911 ·
1912 ·
1913 ·
1914 ·
1915 ·
1916 ·
1917 ·
1918 ·
1919 ·
1920 ·
1921 ·
1922 ·
1923 ·
1924 ·
1925 ·
1926 ·
1927 ·
1928 ·
1929 ·
1930 ·
1931 ·
1932 ·
1933 ·
1934 ·
1935 ·
1936 ·
1937 ·
1938 ·
1939 ·
1940 ·
1941 ·
1942 ·
1943 ·
1944 ·
1945 ·
1946 ·
1947 ·
1948 ·
1949 ·
1950 ·
1951 ·
1952 ·
1953 ·
1954 ·
1955 ·
1956 ·
1957 ·
1958 ·
1959 ·
1960 ·
1961 ·
1962 ·
1963 ·
1964 ·
1965 ·
1966 ·
1967 ·
1968 ·
1969 ·
1970 ·
1971 ·
1972 ·
1973 ·
1974 ·
1975 ·
1976 ·
1977 ·
1978 ·
1979 ·
1980 ·
1981 ·
1982 ·
1983 ·
1984 ·
1985 ·
1986 ·
1987 ·
1988 ·
1989 ·
1990 ·
1991 ·
1992 ·
1993 ·
1994 ·
1995 ·
1996 ·
1997 ·
1998 ·
1999 ·
2000 ·
2001 ·
2002 ·
2003 ·
2004 ·
2005 ·
2006 ·
2007 ·
2008 ·
2009 ·
2010 ·
2011 ·
2012 ·
2013 ·
2014 ·
2015 ·
2016 ·
2017 ·
2018 ·
2019 ·
2020 ·
2021 ·
2022 ·
2023 ·
2024 ·
2025